# Caecilius von Illiberis
Caecilius von Illiberis war einer von sieben Bischöfen, die der Überlieferung zufolge von den Aposteln Petrus und Paulus nach Spanien gesandt wurden.
Die Überlieferung zu diesen „sieben Apostolischen Männern“ („siete varones apostólicos“) nennt neben Caecilius als Bischof von Illiberis (heute Granada): Torquatus von Acci (heute Cádiz), Ctesiphon von Vergium (heute Berja), Secundus von Abula (heute Abla), Indaletius von Urci (heute Almería), Hesychius von Carteia (heute Cazorla) und Euphrasius von Illiturgum (heute Andújar). Diese Namen sind dem Martyrologium von Lyon aus dem Jahr 806 entnommen, das wiederum auf einer Quelle aus dem 5. Jahrhundert beruht. Handschriften aus dem 10. Jahrhundert zufolge sind die sieben Bischöfe in Cádiz an Land gegangen, wo sie von der einheimischen Bevölkerung verfolgt, aber auf wunderbare Weise errettet wurden. Papst Johannes Paul II. gedachte bei seinem Besuch Spaniens im Jahr 1982 der sieben Bischöfe als der Missionare des Landes.
Gemeinsamer Gedenktag der Heiligen ist der 1. Mai.